# Gian Matteo Ranzi
Gian Matteo Ranzi (né le 31 janvier 1948 à Faenza) est un lutteur italien spécialiste de la lutte gréco-romaine. Il participe aux Jeux olympiques d'été de 1972 et aux Jeux olympiques d'été de 1976. En 1972, il combat dans la catégorie des poids légers en lutte gréco-romaine et remporte la médaille de bronze.

## Palmarès

### Jeux olympiques
- Jeux olympiques de 1972 à Munich,  Allemagne de l'Ouest
  -  Médaille de bronze.